# Danh sách chương truyện Bleach (424-686)
Dưới đây là danh sách chương truyện từ 424 đến 686, bao gồm tập tankobon từ 49 đến 74 của bộ manga Bleach, được viết và minh họa bởi Tite Kubo.

## Danh sách tập truyện
| - 424. "The Lost Agent" - 425. "A Day Without Melodies" - 426. "The Starter 2" - 427. "A Delicious Dissonance" - 428. "The Known" - 429. "Welcome to our Execution" - 430. "Welcome to our Execution 2" - 431. "Welcome to our Execution 3" - 432. "The Soul Pantheism" |

| - 433. "The Six Fullbringers" - 434. "Berry in the Box" - 435. "Panic at the Dollhouse" - 436. "The Time Discipline" - 437. "Manji Break" (Swastika Break) - 438. "Knuckle Down" - 439. "Keen Marker" - 440. "Mute Friendship" - 441. "Spotlight Brocken" |

| - 442. "Battlefield Shallows, Otherfield Abyss" - 443. "Dirty Boots Dangers" - 444. "The Rising" - 445. "The Dark Beat" - 446. "The Dark Beat 2" - 447. "Load" - 448. "Loading To Lie" - 449. "Not Be a Drug" - 450. "Blind Solitude" |

| - 451. "Welcome to Our Execution 4" - 452. "Erosion/Implosion" - 453. "Mute Your Breathe Friendship" - 454. "Sheathebreaker" - 455. "End of the Bond 1" - 456. "End of the Bond 2" - 457. "End of the Bond 3" - 458. "End of All Bonds" - 459. "Death & Strawberry 2" |

| - 460. "Deathberry Returns 2" - 461. "Come Around Our Turn" - 462. "Why Me Sad" - 463. "Extreme Divider" - 464. "Quiet Chamber, Noisy Heart" - 465. "Bad Blood Exhaust" - 466. "Screaming Invader" - 467. "Lucky Men" - 468. "Raid as a Blade" - 469. "Rag Lag Rumble" |

| - 470. "Pray for Predators" - 471. "Pray for Predators 2" - 472. "Razoredge Requiem" - 473. "Enemies in the Dark" - 474. "BeLIEve" - 475. "Shades of the Bond" - 476. "The Lost" - 477. "The Lost 2" - 478. "The Lost 3" - 479. "Goodbye to Our Xcution" |

| - 480. "The Blood Warfare" - 481. "The Tearing" - 482. "Bad Recognition" - 483. "KriegsErklärung" - 484. "The Buckbeard" - 485. "Foundation Stones" - 486. "The Crimson Cremation" - 487. "Breathe But Blind" - 488. "Bond Behind Blast" - 489. "March of the StarCross" |

| - 490. "March of the StarCross 2" - 491. "Toden Engel" - 492. "Balancer's Justice" - 493. "Light of Happiness" - 494. "The Closing Chapter Part One" - 495. "Bleeding Guitar Blues" - 496. "Kill The Shadow" - 497. "Kill The Shadow 2" - 498. "The Dark Rescuer" - 499. "Rescuer in the Dark" |

| - 500. "Rescuer in the Deep Dark" - 501. "Hear. Fear. Here" - 502. "Falling Sakura" (散桜 San'ō) - 503. "Wrath as a Lightning" - 504. "Beyond the Thunder" (雷鳴の彼方へ Raimei no Kanata e) - 505. "The Fire" - 506. "The Fire 2" - 507. "The Fire 3" - 508. "Like a Raging Fire" (烈火の如し Rekka no Gotoshi) - 509. "Tenchi Kaijin" (天地灰尽 Tenchi Kaijin) |

| - 510. "The Extinction" - 511. "Die Standing" (立ちて死すべし Tachite Shisubeshi) - 512. "The Stand Ablaze" - 513. "The Dark Moon Stroke" - 514. "Born in the Dark" - 515. "Relics" - 516. "The Squad Zero" - 517. "The Stairway to Heaven" - 518. "The Shooting Star Project (Zero Mix)" - 519. "Hot, Hot, Heat" - 520. "Killers Not Dead" |

| - 521. "A Piggy Party" - 522. "Love It" - 523. "Swords of Origin" - 524. "The Drop" - 525. "Edges" - 526. "The Battle" - 527. "Eliminate From Heaven" - 528. "Everything But the Rain" - 529. "Everything But the Rain Op.2. The Rudiments" - 530. "Everything But the Rain Op.3. Dark of the Moon" |

| - 531. "Everything But the Rain Op.4. Dark of the Bleeding Moon" - 532. "Everything But the Rain Op.5. The White Noise" - 533. "Everything But the Rain Op.6. The Gravitation" - 534. "Everything But the Rain Op.7. Hole of Reproach" - 535. "Everything But the Rain Op.8. Defenders" - 536. "Everything But the Rain Op.9. June Truth" - 537. "Everything But the Rain Op.10. Prinz von Licht" - 538. "Standing On the Edge" - 539. "Prob-less, Progress" - 540. "The Sword Five" |

| - 541. "The Blade and Me 2" - 542. "The Blade is Me" - 543. "Letters" - 544. "Walking With Watchers" - 545. "Blue Stripes" - 546. "The Last 9 Days" - 547. "Peace From Shadows" - 548. "The Thin Ice" - 549. "The StormBringer" - 550. "Blazing Bullets" |

| - 551. "The Burnt Offerings" - 552. "The Fundamental Virulence" - 553. "Frozen Cross" - 554. "Desperate Lights" - 555. "The Hero" - 556. "The Wolfsbane" - 557. "I Already Threw Away My Life" (命はとうに置いてきた Inochi wa Tōni Oite Kita) - 558. "The Heart of the Wolf" (狼の心臓 Ōkami no Shinzō) - 559. "The Night Right" - 560. "Rages at Ringside" |

| - 561. "The Villain" - 562. "The Villain 2" - 563. "Superstar Never Die" - 564. "Red Bristled Kings" - 565. "God Like You" - 566. "What is Your Fear?" - 567. "Dance With Snowwhite" - 568. "Hear. Fear. Here 2" - 569. "The White Haze" - 570. "Closer, Closer" |

| - 571. "a Devilish Perspective" - 572. "The Blaster" - 573. "I Am The Edge" - 574. "Death in Vision" - 575. "The Killers High" - 576. "The Killers High 2" - 577. "Blade" (刃 Yaiba) - 578. "The Undead 5" - 579. "The Undead 6" - 580. "The Light" |

| - 581. "The Hero 2" - 582. "The Headless Star" - 583. "The Headless Star 2" - 584. "The Headless Star 3" - 585. "The Headless Star 4" - 586. "The Headless Star 5" - 587. "The Headless Star 6" - 588. "The Headless Star 7" - 589. "The Shooting Star Project (The Old and New Trust)" - 590. "Marching Out the ZOMBIES" - 591. "Marching Out the ZOMBIES 2" |

| - 592. "Marching Out the ZOMBIES 3" - 593. "Marching Out the ZOMBIES 4" - 594. "Rubb-Dolls" - 595. "Rubb-Dolls 2" - 596. "Rubb-Dolls 3" - 597. "Winded By The Shadow" - 598. "The Shooting Star Project (We Only have to Beat You Mix)" - 599. "Too Early To Win, Too Late To Know" - 600. "Snipe" - 601. "Verge On Vermillion" |

| - 602. "Bane Licking Good" - 603. "What The Hell" - 604. "Revitalize" - 605. "Don't Call My Name" - 606. "Divine Division" - 607. "The Master" - 608. "Blacker than Black" (黒より黒し Kuro yori Kuroshi) - 609. "A" - 610. "Mausoleum of Skulls" - 611. "Reio's Death" (霊王死す Reiō Shisu) |

| - 612. "Dirty" - 613. "The Ordinary Peace" - 614. "Kill The King" - 615. "All is Lost" - 616. "Mimihagi-sama" (ミミハギ様 Mimihagi-sama) - 617. "Return of the God" - 618. "The Dark Arm" - 619. "The Betrayer" - 620. "Where Do You Stand" - 621. "The Dark Curtain" - 622. "The Agony" |

| - 623. "Against the Judgement" - 624. "The Fang" - 625. "Living Jaguar" - 626. "The Holy Newborn" - 627. "The Creation" - 628. "New World Orders" - 629. "Gate of the Sun" - 630. "The Twinned Twilight" - 631. "Friend" - 632. "Friend 2" |

| - 633. "Friend 3" - 634. "Friend 4" - 635. "Hooded Enigma" - 636. "Sensitive Monster" - 637. "Baby, Hold Your Hand" - 638. "Seething Malice Is The Height of Comedy" (悪意沸沸滑稽ノ極ミ) - 639. "Baby, Hold Your Hand 2" - 640. "Baby, Hold Your Hand 3 (Mad Lullaby no.7)" - 641. "Baby, Hold Your Hand 4 (When I Am Sleeping)" - 642. "Baby, Hold Your Hand 5 (Eyes Are Open)" - 520.5. "walk under two letters" |

| - 643. "Baby, Hold Your Hand 6 (Waiting For Love)" - 644. "Baby, Hold Your Hand 7 (Never Ending My Dream)" (BABY, HOLD YOUR HAND 七 [Never Ending My Dream]) - 645. "Don't Chase a Shadow" - 646. "The Second Eye" - 647. "The Theatre Suicide" - 648. "The Theatre Suicide Scene 2" - 649. "The Theatre Suicide Scene 3" - 650. "The Theatre Suicide Scene 4" - 651. "The Theatre Suicide Scene 5" - 652. "The Theatre Suicide Scene 6" |

| - 653. "The Theatre Suicide Scene 7" - 654. "Deadman Standing" - 655. "The Miracle" - 656. "God of Thunder" - 657. "God of Thunder 2" - 658. "Fatal Matters Are Cold" - 659. "There Will Be Frost" - 660. "The Visible Answer" - 661. "My Last Words" - 662. "God of Thunder 3" - 663. "God of Thunder 4" |

| - 664. "The Gift" - 665. "The Princess Dissection" - 666. "Empty, Puppet, Hollow" (空っぽ、傀儡、伽藍堂) - 667. "Bigger, Louder, Stronger" - 668. "Bigger, Faster, Stronger" - 669. "Blade II" (刃 II Yaiba II) - 670. "The Perfect Crimson" - 671. "The Perfect Crimson 2" - 672. "Son of Darkness" - 673. "Father" - 674. "Father 2" |

| - 675. "Blood for My Bone" - 676. "Horn of Salvation" - 677. "Horn of Salvation 2" - 678. "The Future Black" - 679. "The End" - 680. "The End 2" - 681. "The End Two World" - 682. "The Two Sided World End" - 683. "The Dark Side of Two World Ends" - 684. "The Blade" - 685. "A Perfect End" (無欠の果て) - 686. "Death & Strawberry" |

## Liên kết
- Website chính thức của Bleach Lưu trữ ngày 5 tháng 2 năm 2011 tại Wayback Machine (bằng tiếng Nhật)
- Website Shonen Jump Bleach Lưu trữ ngày 4 tháng 9 năm 2018 tại Wayback Machine